# Cornhac
Cornhac d'Eila (en francès Corgnac-sur-l'Isle) és un municipi francès situat al departament de la Dordonya i a la regió de la Nova Aquitània.

## Demografia
| 1962                                       | 1968  | 1975 | 1982 | 1990 | 1999 | 2007 |
| ------------------------------------------ | ----- | ---- | ---- | ---- | ---- | ---- |
| 1.044                                      | 1.021 | 957  | 866  | 888  | 840  | 800  |
| Des de 1962: població sense dobles comptes |       |      |      |      |      |      |

## Administració
| Període   | Identitat               | Partit |
| --------- | ----------------------- | ------ |
| 2001-2008 | Jean Peyromaure de Bord |        |
| 2008-     | Philippe Gimenez        |        |